# Pływanie na Letnich Igrzyskach Olimpijskich 1976 – 4 × 100 m stylem zmiennym mężczyzn
4 × 100 m stylem zmiennym mężczyzn – jedna z konkurencji pływackich rozgrywanych podczas XXI Igrzysk Olimpijskich w Montrealu. Eliminacje i finał miały miejsce 22 lipca 1976 roku.
Mistrzami olimpijskimi zostali reprezentanci Stanów Zjednoczonych. Sztafeta w składzie: John Naber (55,89), John Hencken (1:02,50), Matt Vogel (54,26), Jim Montgomery (49,57) ustanowiła nowy rekord świata (3:42,22). Srebrny medal zdobyli zawodnicy z Kanady, którzy czasem 3:45,94 poprawili rekord swojego kraju. Brąz wywalczyli pływacy z RFN, ustanawiając w finale rekord Europy (3:47,29).

## Rekordy
Przed zawodami rekord świata i rekord olimpijski wyglądały następująco:
| Rekord            | Reprezentacja | Czas    | Miejsce   | Data            |
| ----------------- | --- | ------- | --------- | --------------- |
| Rekord świata     | Stany Zjednoczone · Michael Stamm (57,97) · Tom Bruce (1:04,22) · Mark Spitz (54,28) · Jerry Heidenreich (51,67) | 3:48,16 | Monachium | 4 września 1972 |
| Rekord olimpijski | Stany Zjednoczone · Michael Stamm (57,97) · Tom Bruce (1:04,22) · Mark Spitz (54,28) · Jerry Heidenreich (51,67) | 3:48,16 | Monachium | 4 września 1972 |

W trakcie zawodów ustanowiono następujące rekordy:
| Data     | Etap konkurencji | Reprezentacja                                                                                                 | Czas    | Rekord |
| -------- | ---------------- | --- | ------- | ------ |
| 22 lipca | eliminacje       | Stany Zjednoczone · Peter Rocca · Chris Woo · Joe Bottom · Jack Babashoff                                     | 3:47,28 | ,      |
| 22 lipca | finał            | Stany Zjednoczone · John Naber (55,89) · John Hencken (1:02,50) · Matt Vogel (54,26) · Jim Montgomery (49,57) | 3:42,22 | ,      |

## Wyniki

### Eliminacje
| Miejsce | Wyścig | Państwo           | Zawodnicy                                                          | Czas    | Uwagi |
| ------- | ------ | ----------------- | ------------------------------------------------------------------ | ------- | ----- |
| 1.      | 2      | Stany Zjednoczone | Peter Rocca Chris Woo Joe Bottom Jack Babashoff                    | 3:47,28 | Q,    |
| 2.      | 1      | Kanada            | Steve Pickell Graham Smith Bruce Robertson Gary MacDonald          | 3:50,61 | Q     |
| 3.      | 2      | RFN               | Klaus Steinbach Peter Lang Michael Kraus Dirk Braunleder           | 3:51,57 | Q     |
| 4.      | 1      | Wielka Brytania   | Gary Abraham Duncan Goodhew John Mills Kevin Burns                 | 3:52,35 | Q     |
| 5.      | 2      | ZSRR              | Igor Omelczenko Nikołaj Pankin Jewgienij Sieredin Andriej Bogdanow | 3:53,64 | Q     |
| 6.      | 1      | Australia         | Mark Kerry Paul Jarvie Neil Rogers Peter Coughlan                  | 3:53,98 | Q     |
| 7.      | 2      | Japonia           | Tadashi Honda Nobutaka Taguchi Hideaki Hara Tsuyoshi Yanagidate    | 3:56,18 | Q     |
| 8.      | 2      | Włochy            | Enrico Bisso Giorgio Lalle Paolo Barelli Marcello Guarducci        | 3:57,30 | Q     |
| 9.      | 2      | Hiszpania         | Santiago Esteva Pedro Balcells Mario Lloret Jorge Comas            | 3:58,22 |       |
| 10.     | 1      | Portoryko         | Carlos Berrocal Carlos Nazario John Daly Fernando Cañales          | 3:58,62 |       |
| 11.     | 1      | Szwecja           | Mikael Brandén Anders Norling Bengt Gingsjö Dan Larsson            | 3:58,82 |       |
| 12.     | 1      | Meksyk            | Ignacio Álvarez Gustavo Lozano José Luis Prado Guillermo García    | 4:02,69 |       |
| 13.     | 2      | Wenezuela         | Ramón Volcan Glen Sochasky Luis Goicoechea Andrés Arraez           | 4:05,07 |       |
| 14.     | 2      | Portugalia        | Paulo Frischknecht Henrique Vicêncio José Pereira António de Melo  | 4:20,84 |       |

### Finał
| Miejsce | Państwo           | Zawodnicy                                                                                             | Czas    | Uwagi |
| ------- | ----------------- | --- | ------- | ----- |
| 1 !     | Stany Zjednoczone | John Naber (55,89) John Hencken (1:02,50) Matt Vogel (54,26) Jim Montgomery (49,57)                   | 3:42,22 | WR    |
| 2 !     | Kanada            | Stephen Pickell (57,58) Graham Smith (1:02,59) Clay Evans (54,43) Gary MacDonald (51,34)              | 3:45,94 | NR    |
| 3 !     | RFN               | Klaus Steinbach (57,82) Walter Kusch (1:03,74) Michael Kraus (55,38) Peter Nocke (50,35)              | 3:47,29 | ER    |
| 4.      | Wielka Brytania   | James Carter (59,60) David Wilkie (1:02,81) John Mills (55,70) Brian Brinkley (51,45)                 | 3:49,56 | NR    |
| 5.      | ZSRR              | Igor Omelczenko (59,10) Arvydas Juozaitis (1:04,41) Jewgienij Sieredin (56,19) Andriej Kryłow (50,20) | 3:49,90 | NR    |
| 6.      | Australia         | Mark Kerry (57,94) Paul Jarvie (1:05,70) Neil Rogers (55,50) Peter Coughlan (52,40)                   | 3:51,54 | NR    |
| 7.      | Włochy            | Enrico Bisso (1:00,25) Giorgio Lalle (1:04,33) Paolo Barelli (57,38) Marcello Guarducci (50,96)       | 3:52,92 | NR    |
| 8.      | Japonia           | Tadashi Honda (1:01,28) Nobutaka Taguchi (1:04,15) Hideaki Hara (55,70) Tsuyoshi Yanagidate (53,61)   | 3:54,74 | NR    |